# Pão de Açúcar (supermercado brasileiro)
Pão de Açúcar é uma rede de supermercados pertencente ao GPA, fundada na cidade de São Paulo. Hoje é um tipo de "supermercado de vizinhança" instalado geralmente em bairros nobres, e possuem o foco nos consumidores de perfil cosmopolita das classes A e B, primando pela variedade e qualidade em produtos e serviços personalizados.
Em 30 de outubro de 2005 apresentava 185 lojas, 245.591 m² de área de vendas, 2.108 check-outs e 14.752 funcionários.
Em junho de 2008, inaugura no município de Indaiatuba (SP), a 1º loja "verde" da América Latina, pois desde a construção até o funcionamento foram empregados métodos ecologicamente corretos.

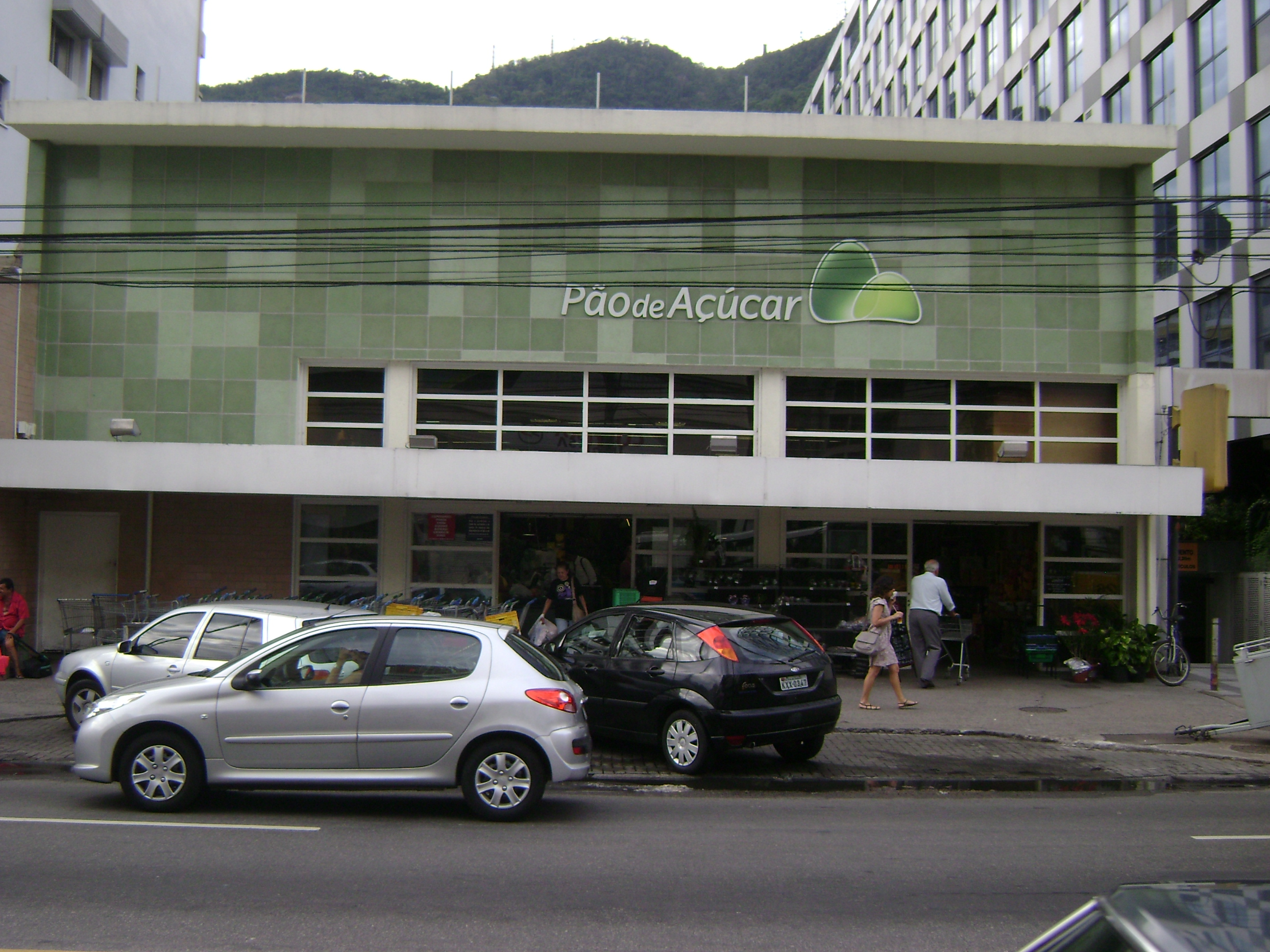
Fachado do Pão de Açúcar em Jardim Botânico, no Rio de Janeiro.

Além do bandeira supermercadista, a rede possui as bandeiras Pão de Açúcar Drogaria (farmácia), Pão de Açúcar Posto (posto de combustível) e Pão de Açúcar Delivery (internet).
O Grupo Pão de Açúcar foi eleito uma as 120 maiores empresas do varejo pelo Instituto Brasileiro de Executivos de Varejo.
No estado do Paraná a rede encerrou suas operações com a venda das unidades localizadas em Curitiba para os supermercados "Festval" (marca da Companhia Beal de Alimentos) em 2020.